# Wilhelm Simon (Geologe)
Wilhelm Simon  (* 15. Juli 1915 in Cronenberg; † 24. Februar 1993 in Heidelberg) war ein deutscher Geologe und Paläontologe.
Simon studierte ab 1934 Geologie an der Universität zu Köln, an der TH Aachen und der Universität Frankfurt, an der er 1939 promoviert wurde. Für seine Dissertation war er zu Felduntersuchungen in Andalusien. Danach wurde er als Soldat einberufen und war ab 1942 Wehrgeologe in Berlin-Karlshorst. Er habilitierte sich in Berlin über das Paläozoikum in der Gegend von Sevilla. Von 1945 bis 1949 war er in sowjetischer Kriegsgefangenschaft. 1951 habilitierte er sich nochmals an der Bergakademie Clausthal und war dort von 1954 bis 1956 Lehrstuhlvertreter. Danach war er ordentlicher Professor für Geologie und Paläontologie an der TU Berlin und ab 1959 an der Ruprecht-Karls-Universität Heidelberg.
Gemeinsam mit Werner Lieber rief er 1964 die Deutsche Mineralienbörse ins Leben.
1966 wurde er Mitglied der Heidelberger Akademie der Wissenschaften und 1962 der Leopoldina. Er war Schriftleiter und ab 1986 Ehrenmitglied der Vereinigung der Freunde der Mineralogie und Geologie.
Zu seinen Schülern gehört Reinhart Kraatz.

## Schriften
- Archaeocyathacea, Abh. Senckenb. Naturf. Ges. 1939
- Zeitmarken der Erde. Grund und Grenzen geologischer Forschung, Springer 1948
- Ein Querschnitt der Erdgeschichte in Aufschlüssen des westlichen Harzes, Der Aufschluss, 1954, S. 144
- Die Bodenschätze des Westharzes, Hauptversammlung Deutsche Bunsengesellschaft 1955
- Aufschlüsse im Pfälzer Wald Mineralogisch sammeln – geologisch sehen, Der Aufschluss, Jahrgang 11, 1960, S. 283–286
- Ein Riesenlurch aus dem Odenwald – Fundbericht von Waldkatzenbach am Katzenbuckel. Der Aufschluss, Jahrgang 12, 1961, Nr. 5, S. 128–130
- Geologische Gliederung des Pinzgaus und seine Eingliederung in den Bau der Ostalpen. Der Aufschluss, Sonderband 15, 1966, S. 14–29
- Zur Erdgeschichte der Oberpfalz (Oberpfälzer Wald und Ostbayerisches Bruchschollen-Land). Der Aufschluss, Sonderband 16, 1967, S. 7–26
- mit Reinhart Kraatz: Fossilien aus alten Aufschlüssen im Kraichgau. In: Mitteilungen des badischen Landesvereins für Naturkunde und Naturschutz, N.F. 11, 1, Tafel 2, Freiburg im Breisgau 1973, S. 5–6, Digitalisat
- Gesteinsumwandlung und Landschaftsgestaltung durch Einschlag kosmischer Körper. Der Aufschluss, Sonderband 24, 1974, S. 5
- Meteoriten und ihre Wirkungen. Der Aufschluss, Sonderband 24, 1974, S. 6–11.
- Erdgeschichte am Rhein. Historische Anmerkungen, Der Aufschluss, Sonderband 30 (Koblenz), 1980, S. 109–118